# Kanał Hagneck

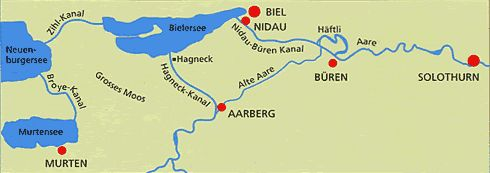
Sieć kanałów regionu Seeland

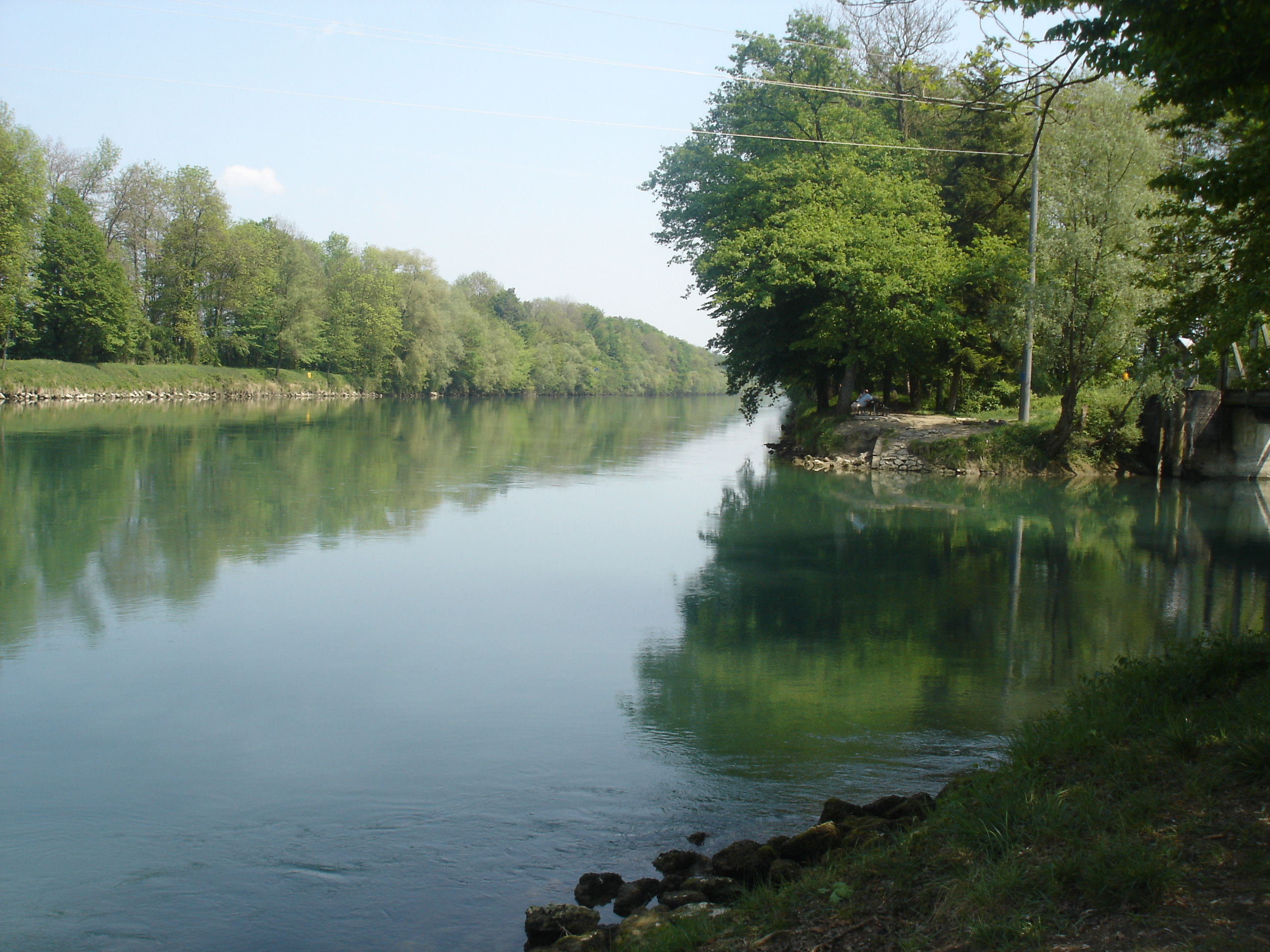
Kanał Hagneck w miejscu ujścia do niego Unterwasserkanal (po prawej)

Kanał Hagneck (fr. Canal de Hagneck, niem. Hagneckkanal) – kanał wodny w północno-zachodniej Szwajcarii, w regionie Seeland, na całej swej długości 8 km prowadzący wody rzeki Aare do jeziora Biel (Bienne).
Kanał powstał w trakcie prac związanych z tzw. pierwszą korektą wód Jury w drugiej połowie XIX w. Przejął wody rzeki Aare w rejonie Aarbergu, by poprowadzić je do jeziora Biel (Bienne) w Hagneck. Wody, piętrzone zaporą o charakterze jazu, uchodząc do jeziora napędzają turbiny elektrowni przepływowej w Hagneck, należącej do Forces Motrices Bernoises.

## Położenie
Cały kanał, długości 8 km, leży w granicach kantonu Berno. Stanowi w rzeczywistości sztuczny fragment koryta rzeki Aare. Jego początek znajduje się w mieście Aarberg, gdzie został włączony do naturalnego koryta Aare. Ujście do jeziora Bienne znajduje się w miejscowości Hagneck. Przebiega przez tereny gmin Aarberg, Bargen, Walperswil, Täuffelen i Hagneck.

## Historia
Do połowy XIX w. rzeka Aare płynęła od Aarbergu w kierunku północno-wschodnim, przez Lyss w stronę Büren. Jej koryto leżało w odległości ok. 7-8 km na wschód od brzegu jeziora Biel (Bienne). Aare ok. 10 km przed Aarbergiem przyjmuje duży lewobrzeżny dopływ, Sarine. Niosąc znaczne ilości zawiesiny, rzeka osadzała ją po wypłynięciu na płaskie tereny, gdzie prędkość jej wód malała. Koryto rozdzielało się na wiele odnóg, rozdzielanych wielkimi łachami żwiru i mułu. Osady spłycały koryto i tamowały przepływ wód, co prowadziło do powodzi. Podnoszenie się poziomu wody w Aare skutkowało jednocześnie podnoszeniem się wody w uchodzącej do niej Thielle, a następnie w jeziorze Biel. Kanał Hagneck został wykopany między Aarberg i jeziorem Biel w tym celu, aby wszystkie aluwia niesione przez Aare spływały najkrótszą drogą do jeziora Biel, a nie osadzały się w jej korycie. Prace rozpoczęto w 1873 r., a zakończono w 1878 r.
Otwarcie kanału miało miejsce 17 sierpnia 1878 r. podczas uroczystej ceremonii. Jeszcze dzień wcześniej wody Aare były utrzymywane w jej starym korycie przez tymczasową zaporę przed kanałem. Zapora tymczasowa miała być oficjalnie przerwana podczas uroczystości otwarcia kanału. Jednak w nocy przed ceremonią zapora ustąpiła, Aare zalała kanał, a przybyli goście ujrzeli już kanał wypełniony wodą.
Kanał został wykopany prawie bez użycia maszyn. W szczególności przebicie wału na krawędzi ograniczającej jezioro (niem. Seerücken) było bardzo pracochłonne, gdyż głębokość wykopu sięgnęła tu 34 metrów. Kanał jest tu głęboki 6 do 8 metrów. Krawędź ta na prawym brzegu składa się z niestabilnych warstw piaskowca i margli. Podczas wysokiego stanu wody w 2007 r. część skarpy na długości blisko 400 m osunęła się do kanału, co znacznie zmniejszyło jego przepustowość.
Objętość wykopu kanału wyniosła 3,8 miliona metrów sześciennych. Z tego jednak tylko 1,6 miliona metrów sześciennych wydobyto i wykorzystano na nasypy. Pozostała objętość została wypłukana przez wodę Aare w następnych latach i osadzona w jeziorze Biel.

## Przebieg
Kanał zaczyna się tuż przed centrum Aarbergu. W dawnym korycie rzeki, między Aarberg i Büren, płynie obecnie Alte Aare, której przepływ (niewielki) regulowany jest zastawką na początku kanału. Na samym początku kanału znajduje się zapora i wodna elektrownia przepływowa Aarberg, zbudowana w 1963 r. Około 300 m dalej nad kanałem przebiega most kolejowy, a kolejne 200 m dalej most drogowy.
Mniej więcej w połowie długości kanału, na wysokości Walperswil, tuż przed mostem Walperswilbrücke, z jego lewej strony uchodzi do kanału Hagneck mniejszy kanał (niem. Unterwasserkanal). Odprowadza on część wód rzeki Aare, ujętych z jej koryta w Niederried bei Kallnach i zasilających elektrownię wodną w Kallnach.
W Hagneck, przy końcu kanału, przecinają go usytuowane tuż koło siebie dwa następne mosty, kolejowy i drogowy. Tuż za nimi kanał rozwidla się. Na prawej odnodze, u ujścia kanału do jeziora w 1900 roku zbudowano elektrownię wodną Hagneck (obecnie Hagneck 1), która wykorzystuje różnicę wysokości do dziewięciu metrów do wytwarzania energii elektrycznej. Na lewej odnodze istniał jedynie jaz regulujący poziom wody w kanale. W latach 2011–2015 wybudowano na jego miejscu nową zaporę ze zintegrowaną elektrownią wodną (obecnie Hagneck 2).

## Współczesność
Kanał Hagneck jest obecnie podstawowym elementem gospodarki wodnej dla całego regionu Seeland. Ta niegdyś bagnista, aluwialna równina po „skorygowaniu wód Jury” stała się największym obszarem uprawy warzyw w Szwajcarii. Przy wyższych stanach wody w kanale wiele pól, oddzielonych od niego jedynie wałami, leży poniżej lustra wody.
Po powodziach w latach 1999 i 2005 kanton Berno zlecił kompleksową ocenę stanu kanału. Podczas powodzi w sierpniu 2005 r. maksymalne natężenie przepływu wynosiło około 1500 m³/s. W opracowaniu tym stwierdzono, że kanał należy gruntownie wyremontować, a w szczególności groble, które wykazują już nadmierną przesiąkliwość.
W efekcie w latach 2006-2015 kanał zmodernizowano, zwłaszcza w jego dolnej części, gdzie podwyższono, wzmocniono i uszczelniono kilka kilometrów grobli. Także związane z nim elektrownie wodne Kallnach, Niederried-Radelfingen, Aarberg i Hagneck zostały odnowione i zmodernizowane. Umożliwiło to nie tylko znaczny wzrost produkcji energii elektrycznej i lepszą ochronę przed powodziami, ale także znaczące ulepszenia dla przyrody i terenów wiejskich. Kanał Hagneck może teraz bezpiecznie odprowadzać 1500 m³ wody na sekundę – odpowiada to ilości wody, jaka występuje raz na 100 lat.
Wody kanału są dostępne dla wędkarstwa sportowego. Gatunki najczęściej łowione przez wędkarzy to lipień, pstrąg potokowy, brzana i okoń.